# Harry Karssen

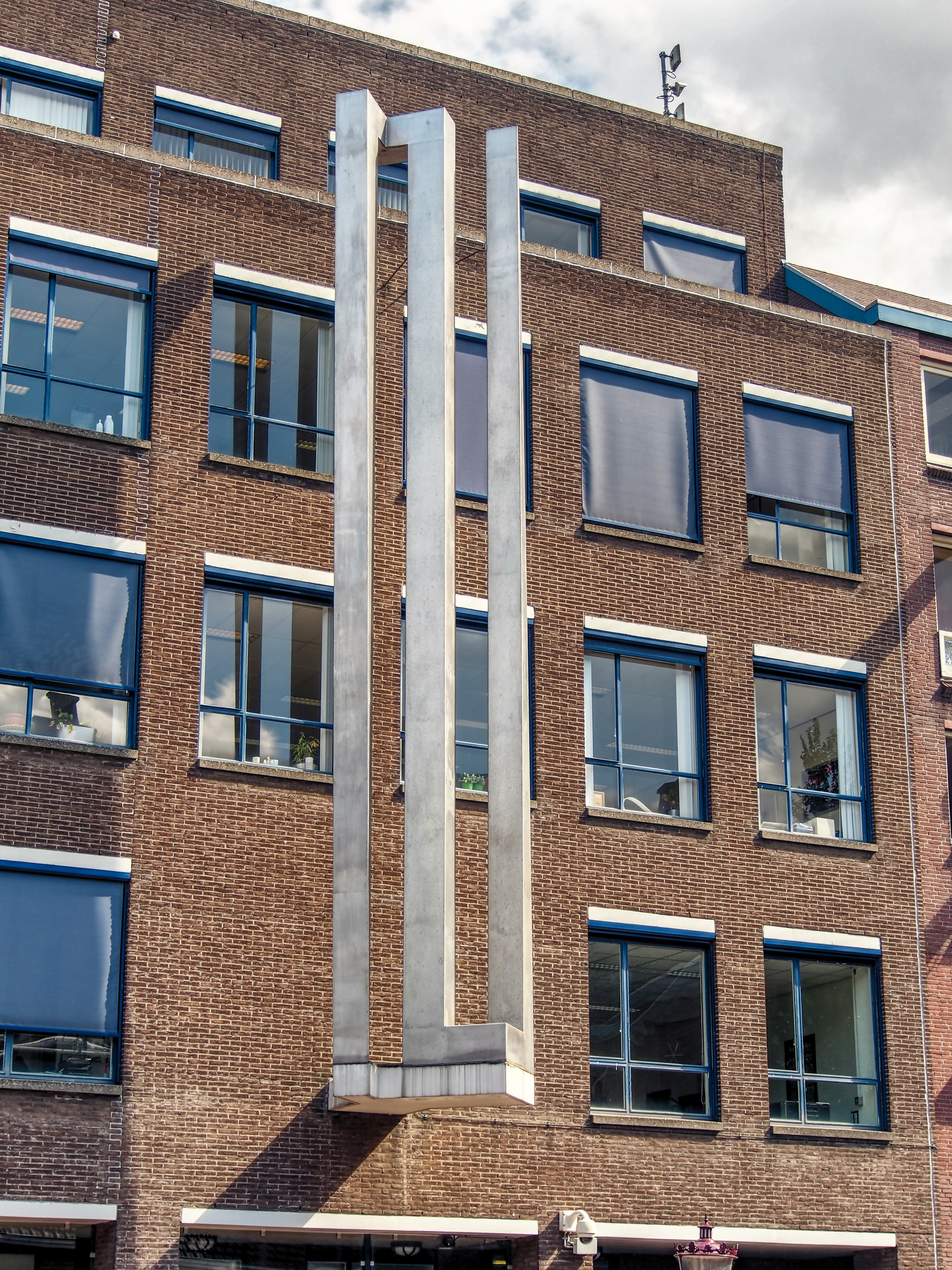
Beeld aan gevel Lijnbaansgracht 219 (foto 2017)

Harry Karssen (Amsterdam, 15 augustus 1933 – Amsterdam, 23 oktober 2004) was een Nederlands beeldend kunstenaar.
Hij was zoon van Bernardina de Boer en de Duitse radiomonteur Geradus Everdinus Karssen. Tussen 1965 en 1970 was hij getrouwd met kunstenares en galeriehoudster Anne-Claire Vogtschmidt (1944-2010), die in de jaren negentig wel werk van Jeroen Krabbé en Roland Topor liet zien (Galerie Speijer en Vogtschmidt, Frederikplein 14).
Zijn Persoonskaart in het stadsarchief van de gemeente Amsterdam vermeldt dat hij eerst elektrotechnicus was en vervolgens marktonderzoeker. Hoe hij zich tot de kunsten keerde is vooralsnog niet bekend. Hij verhuisde de hele stad door totdat hij in 1988 neerstreek in een schoolgebouw aan de Tweede Nassaustraat 8 in de Staatsliedenbuurt. Op Delpher is zijn naam voor het eerst in 1972 aan beeldende kunst verbonden. Vlak daarna kwam er van gemeente Amsterdam een opdracht voor een beeld aan de Buitenveldertselaan; het werd een abstracte kolom. In 1977 werd van hem een abstracte sculptuur gehangen aan het politiebureau Lijnbaansgracht 219 (rond 2017 werd het verwijderd).
Karssen had het vaak aan de stok met de gemeente dan wel stadsdeel Westerpark. Het gebouw waarin hij woonde en werkte was een oud schoolgebouw, dat eerst omgebouwd werd tot atelierruimte. Vervolgens wilde de gemeente ervan af. Het zou te duur zijn in het onderhoud. Het gebouw bood destijds onderdak aan circa dertig kunstenaars, die vaak slechts de huur van één ruimte konden ophoesten. Karssen leefde er elementair; een kamerscherm diende als scheiding en er werd verwarmd door gaskacheltje. Een slaapplek had hij zelf ingebracht. Karssen was voor zijn inkomsten afhankelijk van de Beeldende Kunstenaars Regeling, maar leefde tussen 1987 (afschaffing) en 1999 (invoering Wet werk en inkomen kunstenaars (WIK)) van de bijstand. Een verhuizing kon hij er niet bij hebben.
Toen Karssen overleed was hij echter nog steeds gevestigd in die school. Karssen werd gecremeerd op De Nieuwe Ooster. Na zijn dood schafte het stadsdeel of het nabijgelegen Westerpark een titelloos beeld van hem aan; het werd in het park gezet.
- RKD-Nederlands Instituut voor Kunstgeschiedenis: 43537
- Union List of Artist Names: 500696189